# Muriel Houtteman
Muriel Houtteman (* 7. Mai 1972 in Ixelles/Elsene, Belgien), bekannter als Fili (oder Fily) (Mol-)Houteman, ist eine ehemalige belgische Stripperin, die durch ihre Affäre mit Daniel Ducruet, die zu dessen Scheidung von Stéphanie von Monaco führte, weltweit durch die Presse ging.

## Die Affäre „Ducruet“
Houtteman war Siegerin des Stripteasecontests „Miss Nude Belgium“. Im August 1996 arrangierte der belgische Fotograf Stephane de Lisiecki ein Treffen Houttemans mit Daniel Ducruet, dem damaligen Ehemann der monegassischen Prinzessin Stéphanie, in einer eigens dafür angemieteten Villa in Villefranche-sur-Mer. Houtteman verführte Ducruet am Swimmingpool, während de Lisiecki und Houttemans Freund Yves Hoogewys in einem Versteck auf der Lauer lagen und das Liebesspiel mit Teleobjektiven fotografierten und filmten. Die Fotos wurden an die Presse verkauft und in Deutschland, Italien und Spanien veröffentlicht. In Frankreich wurde die Veröffentlichung verboten. Der Skandal führte unmittelbar zur Scheidung Ducruets von Stéphanie von Monaco. Houtteman vermarktete ihre so gewonnene Bekanntheit durch Auftritte in Fernseh- und Hochglanzmagazinen, wie Eurotrash, Schreinemakers TV und Penthouse.

## Der Prozess
Im Jahr 2000 fand in Nizza ein von Ducruet initiierter Strafprozess gegen Houtteman, de Lisiecki und Hoogewys wegen Eingriffs in das Privatleben statt. De Lisiecki gestand, alles initiiert und mit den Mittätern abgesprochen zu haben. Houtteman bestritt, von den versteckten Fotografen gewusst zu haben. Houtteman wurde zu sechs Monaten, die Fotografen zu je einem Jahr Freiheitsstrafe verurteilt. Die Strafen wurden zur Bewährung ausgesetzt. Ducruet wurde ein Schadenersatzbetrag von 200.000 Francs zugesprochen.

## Nach der Affäre
Das öffentliche Interesse verblasste bald nach der Affäre. 2003 veröffentlichte sie ihre Biographie in französischer Sprache: Profession strip-teaseuse: Les dessous du métier (Edition Michel Lafon). 2004 zierte sie noch einmal das Cover eines belgischen Herrenmagazins unter dem Titel: 7 Jahre nach Monaco. Zu dieser Zeit arbeitete sie als Gymnastiklehrerin in einem Brüsseler Sportclub.